# Yasuki Ishidate
Yasuki Ishidate (japanisch 石舘 靖樹 Ishidate Yasuki; * 24. September 1984 in der Präfektur Aichi) ist ein ehemaliger japanischer Fußballspieler.

## Karriere
Ishidate erlernte das Fußballspielen in der Universitätsmannschaft der Hamamatsu-Universität. Seinen ersten Vertrag unterschrieb er 2006 bei Kashiwa Reysol. Der Verein spielte in der zweithöchsten Liga des Landes, der J1 League. 2006 wurde er mit dem Verein Vizemeister der J2 League und stieg in die J1 League auf. Für den Verein absolvierte er vier Ligaspiele. 2008 wechselte er zum Drittligisten Tochigi SC. 2008 wurde er mit dem Verein Vizemeister der Japan Football League und stieg in die J2 League auf. Danach spielte er bei Tochigi Uva FC und Zweigen Kanazawa. Ende 2013 beendete er seine Karriere als Fußballspieler.